# Condado de Pierce (Wisconsin)
El condado de Pierce (en inglés, Pierce County) es una subdivisión administrativa del estado de Wisconsin, Estados Unidos. Según el censo de 2020, tiene una población de 42,212 habitantes.
La sede del condado es Ellsworth. Recibe su nombre en honor a Franklin Pierce. Forma parte del área metropolitana de Minneapolis–Saint Paul.

## Geografía
Según la Oficina del Censo, el condado tiene un área total de 1535 km², de la cual 1487 km² es tierra y 48 km² es agua.

### Condados adyacentes
- Condado de Sainte Croix (norte)
- Condado de Dunn (noreste)
- Condado de Pepin (sureste)
- Condado de Goodhue, Minnesota (sur)
- Condado de Dakota, Minnesota (suroeste)
- Condado de Washington, Minnesota (oeste)

## Demografía
Según el censo de 2020, hay 42 212 personas, 15 958 hogares y 8641 familias residiendo en el condado. La densidad poblacional es de 28 habitantes por km². Hay 16 780 unidades habitacionales en una densidad de 11 por km². El 92.31 % de los habitantes son blancos, el 0.96 % son afroamericanos, el 0.54 % son amerindios, el 0.69 % son asiáticos, el 0.04 % son isleños del Pacífico, el 1.12 % son de otras razas y el 4.34 % son de una mezcla de razas. El 2.89 % de la población es de origen hispano o latino de cualquier raza.

## Localidades

### Ciudades, pueblos y villas
- Bay City
- Clifton
- Diamond Bluff
- El Paso
- Ellsworth (condado de Pierce, Wisconsin)
- Ellsworth
- Elmwood
- Gilman
- Hartland
- Isabelle
- Maiden Rock (condado de Pierce, Wisconsin)
- Maiden Rock
- Martell
- Oak Grove
- Plum City
- Prescott
- River Falls (condado de Pierce, Wisconsin)
- River Falls
- Rock Elm
- Salem
- Spring Lake
- Spring Valley
- Trenton
- Trimbelle
- Unión

### Áreas no incorporadas
- Beldenville
- Esdaile
- Hager City
- Lund
- Salem